# Jamides zebra
Jamides zebra là bướm thuộc họ Lycaenidae được tìm thấy ở Đông Nam Á.

## Phân loài
- Jamides zebra zebra (Borneo)
- Jamides zebra lakatti Corbet, 1940 (Peninsular Malaya)
- Jamides zebra megana Corbet, 1940 (Mentawi Islands)
- Jamides zebra vaneeckei (Fruhstorfer, 1915) (Nias)

## Hình ảnh

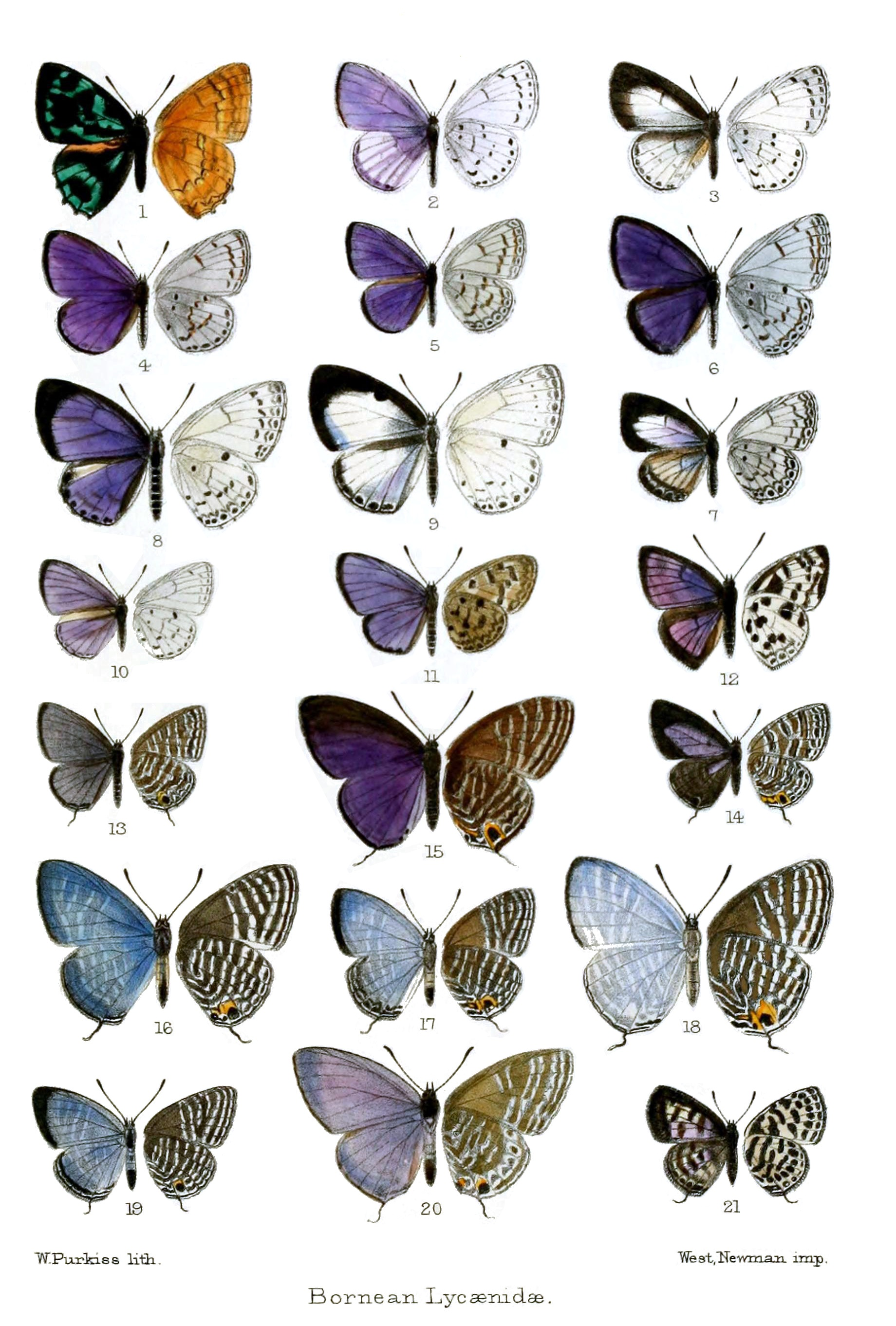